# Intermagnet

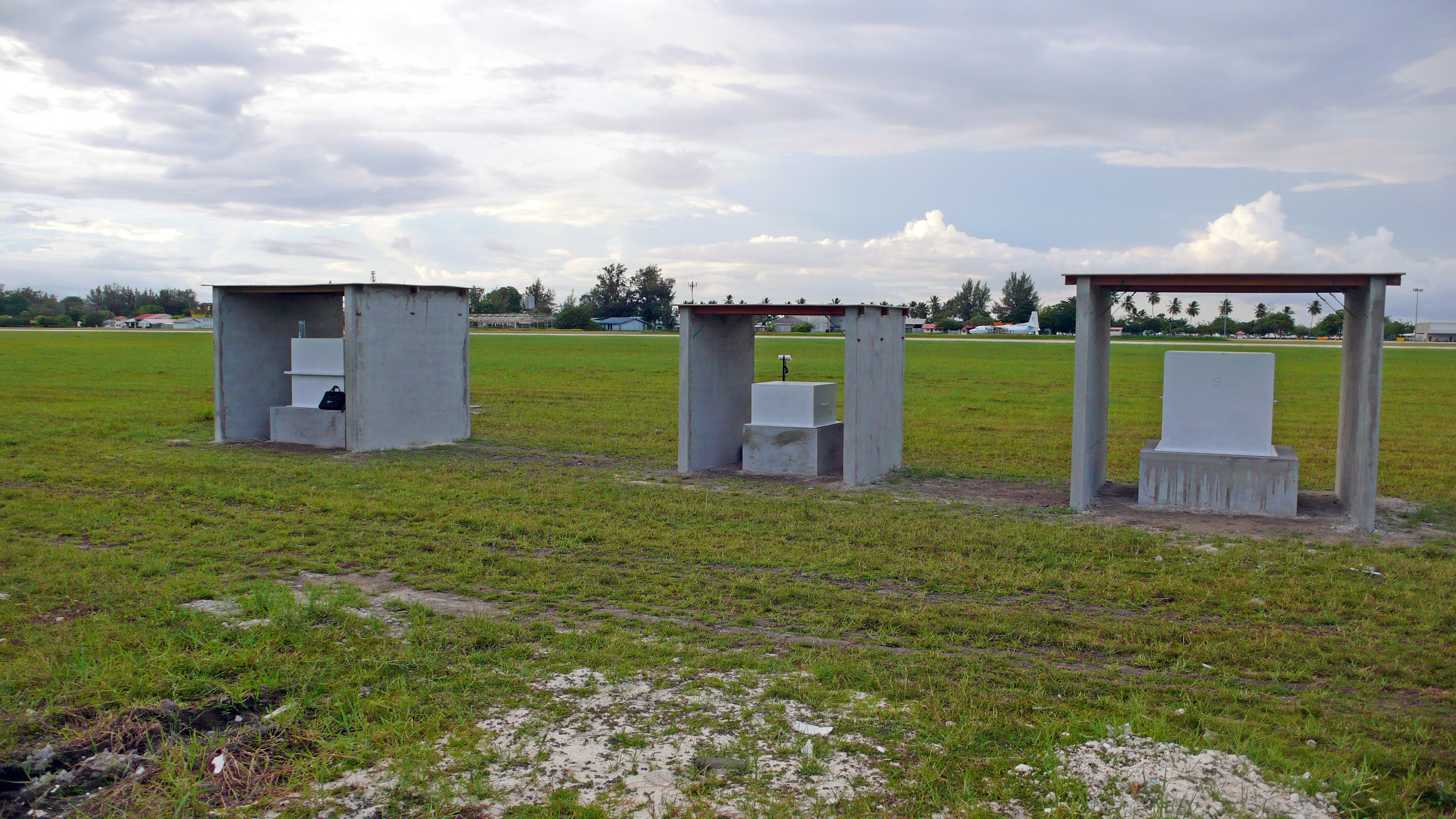
Intermagnet-Observatorium auf dem Flughafen Gan (2011)

Intermagnet (englisch International Real-time Magnetic Observatory Network) ist ein seit 1987 bestehender internationaler Verbund zur Beobachtung des Erdmagnetfelds.

## Organisation
Intermagnet ist Mitglied des Internationalen Wissenschaftsrats.
Die Organisation sammelt die weltweit erhobenen Daten an fünf Einrichtungen:
- Edinburgh, Schottland – British Geological Survey
- Golden (Colorado), USA – United States Geological Survey
- Kyōto, Japan – Universität Kyōto
- Ottawa, Kanada – Geological Survey of Canada
- Paris, Frankreich – Institut de physique du globe de Paris

## Observatorien
Im Raum Deutschland, Österreich und Schweiz werden sechs Observatorien betrieben:
- GFZ Helmholtz-Zentrum für Geoforschung: Adolf-Schmidt-Observatorium in Niemegk, Bundesland Brandenburg[3]
- GFZ Helmholtz-Zentrum für Geoforschung: Observatorium in Wingst, Niedersachsen
- Universitäten Karlsruhe und Stuttgart: Schwarzwald-Observatorium in Schiltach, Baden-Württemberg
- Ludwig-Maximilians-Universität München: Observatorium in Fürstenfeldbruck, Bayern
- Institut für Geophysik der ETH Zürich: Observatorium am Flughafen Gan auf den Malediven
- Conrad-Observatorium der Geosphere Austria in Niederösterreich.[4]